# عبد العزيز وادي
عبد العزيز وادي العنزي هو لاعب كرة قدم كويتي يشغل مركز الظهير الأيسر ضمن صفوف القادسية في الدوري الكويتي الممتاز.

## المسيرة الرياضية
عانى عبد العزيز من إصابة قوية في الركبة (قطع جزعي في الرباط والغضروف)، أبعدته عن الملاعب لفترة طويلة، لكنه عاد للتدريبات الجماعية مع القادسية بنجاح ورهن إشارة الجهاز الفني بقيادة المدرب موريس بونيك.

## المنتخب الوطني
كان عبد العزيز مدرجًا مسبقًا ضمن قائمة المنتخب الكويتي لخليجي 25 رغم إصابته، لكنه اضطر للاعتذار وخرج من القائمة لعدم الجاهزية البدنية. وتعرض لغيابٍ إضافي في التصفيات المؤهلة لكأس العالم 2026، حيث خرج من القائمة بسبب استمرار الإصابة وفق ما أكّد الإعلام الرياضي.